# Диаграмма Юнга

Диаграммы Юнга

Диаграммы Юнга — наглядный способ описания представлений симметрических и полных линейных групп и изучения их свойств.

## История
Диаграммы Юнга были предложены Альфредом Юнгом, математиком из Кембриджского университета, в 1900 году. Впоследствии в 1903 году они были использованы Георгом Фробениусом для изучения симметрических групп.
Дальнейшее развитие диаграмм Юнга прослеживается в работах многочисленных математиков — таких, как 
Перси Макмэхон, 
Вильям Ходж, 
Гилберт Робинсон, 
Жан-Карло Рота, 
Ален Ласку и 
Марсель-Поль Шутценбергер .

## Определения
Примечание: в этой статье для диаграмм и таблиц используется способ записи, принятый в англоязычных странах.

### Диаграммы

Диаграмма Юнга формы (5, 4, 1), Английская нотация

Диаграмма Юнга (также называемая диаграммой Ферре в случаях, когда вместо ячеек используют точки) — это конечный набор ячеек или клеток, выровненных по левой границе, в котором длины строк образуют невозрастающую последовательность (каждая строка такой же длины как предыдущая, или короче). Набор чисел, состоящий из длин строк, задаёт разбиение λ неотрицательного целого числа n, которое равно общему количеству ячеек диаграммы. Аналогично, про конкретно взятое разбиение λ говорят, что оно задаёт форму соответствующей диаграммы Юнга.
Включение одной диаграммы Юнга в другую задаёт частичный порядок на множестве всех разбиений, что, в свою очередь, задаёт структуру, называемую решеткой Юнга.
Разбиение, задаваемое транспонированной диаграммой Юнга, называется разбиением, сопряжённым или транспонированным к λ.
Общепринято обозначать клетки, используя пару целых чисел, первое из которых соответствует номеру строки в диаграмме, а второе — номеру столбца в этой строке. Тем не менее, существуют два различных соглашения о том, как диаграммы изображать: либо располагать строки следующая под предыдущей, либо наоборот. Первое обычно используется среди англоговорящих, в то время как второе — среди франкоговорящих, поэтому в шуточной терминологии эти соглашения носят названия английской нотации и французской нотации соответственно. Например, в своей книге о симметрических функциях Макдональд рекомендует читателям, предпочитающим французскую нотацию, «читать книгу вверх ногами в зеркале».
Английская нотация соответствует общепринятой для нумерации элементов матриц, а французская ближе к соглашению об обозначении декартовых координат (хотя для диаграмм Юнга вертикальная координата всё же первая). Рисунок справа в английской нотации изображает диаграмму Юнга разбиения (5, 4, 1). Сопряжённое разбиение, измеряющее высоты столбцов, есть (3, 2, 2, 2, 1).

### Таблицы

Стандартная таблица Юнга формы (5, 4, 1)

Таблицей Юнга называется диаграмма Юнга, клетки которой заполнены символами из какого-нибудь алфавита, который обычно предполагается вполне упорядоченным множеством. Изначально, алфавитом полагалось множество пронумерованных переменных x1, x2, x3…, но в настоящее время, для краткости, чаще используются натуральные числа. В их классическом применении к теории представлений симметрических групп, таблицы Юнга заполнены n различными числами, произвольно вписанными в клетки диаграммы. Таблица называется стандартной, если числа возрастают в каждой строчке и в каждом столбце. Число различных стандартных таблиц Юнга с n элементами описывается числом инволюций в симметрической группе порядка n:
1, 1, 2, 4, 10, 26, 76, 232, 764, 2620, 9496, … (последовательность A000085 в OEIS).
В других приложениях бывает естественным разрешить повторения некоторых чисел (а какие-то не использовать вовсе). Таблица называется полустандартной, если числа не убывают по горизонтали и возрастают по вертикали. Выписывая, сколько раз каждое число появилось в таблице, мы получаем последовательность, известную как вес таблицы. Поэтому стандартные таблицы Юнга в точности совпадают с полустандартными таблицами веса (1,1,…,1).

### Вариации
Существуют вариации определения таблицы: например, в «строчно-строгой» таблице числа строго возрастают вдоль строк, и не возрастают вдоль столбцов. Таблицы с убывающими числами рассматриваются в теории плоских разбиений. Существуют и другие обобщения (domino tableaux, ribbon tableaux), где клеточки могут объединяться до того, как им назначают числа.

### Косые таблицы Юнга

Косая таблица формы (5, 4, 2, 2) / (2, 1), английская нотация

Косая форма — это пара разбиений (λ,μ), такая что диаграмма Юнга для λ содержит диаграмму для μ; обозначение: λ/μ. Если λ=(λ1,λ2,…) и μ=(μ1,μ2,…), то вложение диаграмм означает, что μi ≤ λi для всех i. Косая диаграмма косой формы λ/μ — это теоретико-множественная разность диаграмм для λ и для μ: множество квадратов, принадлежащих диаграмме для λ, но не принадлежащих диаграмме для μ. Косая таблица формы λ/μ получается посредством заполнения клеток соответствующей косой диаграммы; такая таблица называется полустандартной, если числа не убывают по строкам и возрастают по столбцам; полустандартная таблица называется стандартной, если каждое число от единицы до количества клеток встречается ровно один раз. В то время как отображение из разбиений в их диаграммы Юнга является инъективным, то же самое не верно для отображения из косых форм в косые диаграммы; Хотя многие свойства косых таблиц зависят только от заполненных квадратов, некоторые могут зависеть и от косой формы. Таблицы Юнга могут быть отождествлены с косыми таблицами, для которых разбиение μ пустое (разбиение нуля).
Любая косая полустандартная таблица T формы λ/μ, заполненная положительными целыми числами, порождает последовательность разбиений (или последовательность диаграмм Юнга): первый элемент — это μ, а i-й получается добавлением всех ячеек, содержащих число, меньшее или равное i; в конце концов получается диаграмма λ. Любая пара соседних форм в этой последовательности образует косую форму, в каждом столбце которой не более одной ячейки; такие формы называются горизонтальными полосками. Эта последовательность полностью определяет таблицу T, и иногда в литературе (например, в книге Макдональда) косые полустандартные формы определяют как последовательности такого вида.

## Приложения
Диаграммы Юнга находят многочисленные применения в комбинаторике, теории представлений и алгебраической геометрии. Были исследованы различные способы подсчёта числа диаграмм, которые привели к определению и формулам для многочленов Шура. Известно множество алгоритмов, выполняемых непосредственно на диаграммах, такие как jeu de taquin («игра в пятнашки») Шютценбергера и соответствие Робинсона — Шенстеда — Кнута. Ласку и Шютценбергер изучили ассоциативное произведение на множестве полустандартных диаграмм Юнга, приводящее в итоге к структуре, известной как плактический моноид.
В теории представлений, стандартные таблицы Юнга размера k описывают базисы неприводимых представлений симметрической группы Sk. Стандартный мономиальный базис в конечномерном неприводимом представлении полной линейной группы GLn параметризуется множеством полустандартных таблиц Юнга фиксированной формы над алфавитом {1, 2, …, n}. Из этого факта вытекает несколько важных следствий для теории инвариантов, начиная с работ Ходжа по однородным координатным кольцам грассманианов, за которыми последовали работы Айзенбада и Жан-Карло Роты, вместе с соавторами 
де Кончини 
и Прочези. 
Правило Литтлвуда — Ричардсона, описывая (среди прочего) разложение тензорного произведения неприводимых представлений GLn на неприводимые компоненты, формулируется в терминах определённых косых полустандартных таблиц.
Приложения в алгебраической геометрии сосредоточены вокруг исчисления Шуберта на грассманианах и многообразиях флагов. Некоторые важные классы когомологий могут быть представлены с помощью многочленов Шуберта и описаны в терминах диаграмм Юнга.

## Приложения в теории представлений
Диаграммы Юнга находятся во взаимно однозначном соответствии с неприводимыми представлениями симметрической группы (над комплексными числами). Они предоставляют удобный способ задания симметризаторов Юнга, на которых строится теория представлений симметрической группы. Многие факты о представлениях могут быть выведены из соответствующих диаграмм. Ниже приведены два примера: определение размерности представления и ограниченные представления.
Диаграммы Юнга также параметризуют неприводимые полиномиальные представления полной линейной группы GLn (когда они содержат не более n непустых строк), а также неприводимые представления специальной линейной группы SLn (когда они содержат не более n − 1 непустых строк) и неприводимые комплексные представления специальной унитарной группы SUn (опять же, когда они содержат не более n − 1 непустых строк). В этих случаях центральную роль играют полустандартные таблицы с числами, не превосходящими n (в частности, их число определяет размерность представлений).

### Формула крюков

Длины крюков для ячеек разбиения 10=5+4+1

Размерность неприводимого представления πλ (отвечающего разбиению λ числа n) симметрической группы Sn равняется количеству различных стандартных таблиц Юнга, соответствующим диаграмме разбиения. 
Это число может быть посчитано по формуле крюков.
Длиной крюка hook(x) клетки x в диаграмме Y(λ) формы λ называется число клеток в той же строке правее плюс число клеток в том же столбце ниже плюс один (сама клетка). 
По формуле крюков, размерность неприводимого представления равняется n!, поделённому на произведение длин всех крюков диаграммы:
{\displaystyle \dim \pi _{\lambda }={\frac {n!}{\prod _{x\in Y(\lambda )}\mathrm {hook} (x)}}.}
Рисунок справа иллюстрирует длины крюков для диаграммы разбиения 10 = 5 + 4 + 1. Поэтому
{\displaystyle \dim \pi _{\lambda }={\frac {10!}{7\cdot 5\cdot 4\cdot 3\cdot 1\cdot 5\cdot 3\cdot 2\cdot 1\cdot 1}}=288.}
Аналогично, размерность неприводимого представления W(λ) группы GLr, отвечающее разбиению λ числа n (на не более чем r слагаемых), равна количеству полустандартных таблиц формы λ (содержащих только числа от 1 до r), которое даётся формулой:
{\displaystyle \dim W(\lambda )=\prod _{(i,j)\in Y(\lambda )}{\frac {r+j-i}{\mathrm {hook} (i,j)}},}
где индекс i нумерует строку, а индекс j нумерует столбец клетки. Например, разбиение (5,4,1) порождает размерность соответствующего неприводимого представления группы GL7 (обход клеток построчный):
{\displaystyle \dim W(\lambda )={\frac {7\cdot 8\cdot 9\cdot 10\cdot 11\cdot 6\cdot 7\cdot 8\cdot 9\cdot 5}{7\cdot 5\cdot 4\cdot 3\cdot 1\cdot 5\cdot 3\cdot 2\cdot 1\cdot 1}}=66528.}

### Ограниченные представления
Представление симметрической группы Sn на n элементах является также представлением симметрической группы на n − 1 элементе, Sn−1. Однако неприводимое представление Sn не обязательно является неприводимым представлением Sn−1, а может быть прямой суммой нескольких таких представлений. 
Эти представления называются факторами ограниченного представления.
Вопрос определения разложения ограниченного представления данного неприводимого представления Sn, отвечающего разбиению λ числа n, имеет следующий ответ. 
Рассматриваются все диаграммы Юнга, которые можно получить из диаграммы формы λ удалением одной клетки (которая должна находиться в конце своей строки и своего столбца). 
Ограниченное представление тогда разлагается в прямую сумму неприводимых представлений Sn−1, соответствующих этим диаграммам, причём каждое из них в сумме встречается ровно один раз.